# Vepris eggelingii
Vepris eggelingii là một loài thực vật có hoa trong họ Cửu lý hương. Loài này được (Kokwaro) Mziray miêu tả khoa học đầu tiên năm 1992.